# Municipio de Laughery
El municipio de Laughery (en inglés: Laughery Township) es un municipio ubicado en el condado de Ripley en el estado estadounidense de Indiana. En el año 2010 tenía una población de 4736 habitantes y una densidad poblacional de 70,41 personas por km².

## Geografía
El municipio de Laughery se encuentra ubicado en las coordenadas 39°15′11″N 85°15′18″O / 39.25306, -85.25500. Según la Oficina del Censo de los Estados Unidos, el municipio tiene una superficie total de 67.26 km², de la cual 66.96 km² corresponden a tierra firme y (0.45%) 0.3 km² es agua.

## Demografía
Según el censo de 2010, había 4736 personas residiendo en el municipio de Laughery. La densidad de población era de 70,41 hab./km². De los 4736 habitantes, el municipio de Laughery estaba compuesto por el 95.38% blancos, el 0.34% eran afroamericanos, el 0.25% eran amerindios, el 1.1% eran asiáticos, el 0.08% eran isleños del Pacífico, el 1.73% eran de otras razas y el 1.12% pertenecían a dos o más razas. Del total de la población el 3.93% eran hispanos o latinos de cualquier raza.